# Höfe (huyện)
Huyện Höfe (tiếng Pháp: District du Höfe, tiếng Đức: Bezirk Höfe) là một huyện hành chính của Thụy Sĩ. Huyện này thuộc bang Bang Schwyz. Huyện Höfe có diện tích 44 km², dân số theo thống kê của cục thống kê Thụy Sĩ năm 1999 là 22747 người. Trung tâm của huyện đóng ở Freienbach. Mã của huyện là 503.